# Berlins U-Bahn
Berlins U-Bahn er Berlins undergrundsbane. Den blev indviet i 1902 og består i dag af 9 linjer med i alt 173 stationer. Skinnenettet er i alt 146,3 km langt. Togene kører med et interval på to-fem minutter i myldretiden, mens der resten af dagen er 7-12 minutter mellem afgangene. Årligt kører U-Bahn-togene 132 mio. km og transporterer 400 mio. personer.
U-Bahn udgør sammen med sporvogne, S-tog, busser og færger det kollektive trafiktilbud i Tysklands hovedstad Berlin. U-Bahn forbinder bydele og forstæder med hinanden.

## Banenettet
80 procent af U-Bahns skinnenet er beliggende under jorden, særligt i de centrale områder. Nogle centrale strækninger ligger i plan og andre er højbane.
Banerne bliver vedligeholdt af det kommunalt ejede trafikselskab Berliner Verkehrsbetriebe (BVG). BVG vedligeholder strækningerne, kører togene og udfører billetkontrol.
U-Bahn er elektrificeret, med strømforsyning via tredjeskinne, ligesom byens S-Bahn.
Linje U55, fra den nye hovedbanegård, (Lehrter Bahnhof), over Bundestag (Parlamentet) til Brandenburger Tor, blev indviet 8. august 2009. I 2020 blev der åbnet endnu en linje mellem Brandenburger Tor og Alexanderplatz som en sammenknytning med den eksisterende linje U5 (deraf linjenummeret).

### Skjulte anlæg
Gennem anlæggets historie har der været lavet forsøg samt påbegyndt anlæg, som af den ene eller anden grund aldrig er blevet gjort færdige.
AEG-tunnelen blev påbegyndt i 1895 af AEG i bydelen Wedding og var en konceptbane på sammenlagt 270 meter. Den kom aldrig i drift, men blev brugt som arbejdstunnel frem til omkring 1914. Den findes stadigvæk, men der er ingen offentlig adgang.

## Linjenet
Berlins U-Bahn består af ni linjer:
- U1 : Uhlandstraße ↔ Warschauer Straße
- U2 : Pankow ↔ Ruhleben
- U3 : Warschauer Straße ↔ Krumme Lanke
- U4 : Nollendorfplatz ↔ Innsbrucker Platz
- U5 : Hauptbahnhof ↔ Hönow
- U6 : Alt-Mariendorf ↔ Alt-Tegel
- U7 : Rathaus Spandau ↔ Rudow
- U8 : Hermannstraße ↔ Wittenau
- U9 : Rathaus Steglitz ↔ Osloer Straße

## Andre tyske byer med U-Bahn
München U-Bahn, Nürnberg og Hamburg har også et U-Bahnsystem – bygget over samme princip. I de over 50 tyske sporvogns- og letbanesystemer er der også mange tunnelstrækninger, der ligner de "klassiske" U-bahn-systemer lidt.